# 田島都
田島 都（たじま みやこ、1968年5月26日 - ）は、日本の元女性タレント。

## 略歴
1968年5月26日、長崎県佐世保市に生まれる。長崎県立佐世保北高等学校卒業。
1989年、テイジンの水着キャンペーンガールとしてデビュー。その後は写真集やグラビアなどで活動。かつてオスカープロモーションに所属していた。
1991年、俳優の村上弘明と結婚して引退した。夫との間に4子あり。長男は元俳優の村上由歩。

## 主な活動

### キャンペーンガール
- テイジンピーターパン（1989年）
- サントリービール（1989年）
- 宇部興産（1990年）
- 三菱石油（1990年）
- 日本酸素（1990年）

## 出版

### 写真集
- 灼熱（1989年、大陸書房、撮影：井ノ元浩二）
- 褐色のアムール（1989年、大陸書房、撮影：井ノ元浩二）*文庫
- Orchid（1990年、近代映画社、撮影：斉藤清貴）

### グラビア
- スコラ
- GORO（小学館）
- 週刊プレイボーイ（集英社）
- FLASH（光文社）

## フィルモグラフィ

### VHS・LD
イメージビデオ
- Beyond The Reef（1989年、大陸書房）VHS　30分　IV-1038
- 華氏92〜夏のヒロイン（1989年、大陸書房）VHS　30分　IV-104
- l'ange Rounge Voyage　田島都 in TAHITI（1990年、日本ビクター）S-VHS　28分
- タヒチの赤い太陽　Le Soleil Rouge de TAHITI（パナソニック）LD　30分　『l'ange Rounge Voyage』の別編集版　販促用非売品
- HEAT WAVE（ヴェスコインターナショナル）VHS　レンタル用40分　セル用30分　『l'ange Rounge Voyage』の別編集版
- 火山島にて（1989年、JVD）VHS　45分　132-JX7　井筒和幸監督
- 水着の女王様（1990年11月25日、サザンクロスビデオアーツ）VHS　45分

オリジナルビデオ
- コロッケの不思議体験ゾーン　世にも怪奇な物語　第1話「マジカル・ミステリー・ツアー」（1991年）VHS

### CM
- メモリアルアシスト - 村上都名義で出演。夫の村上弘明と共演